# Србија на Светском првенству у атлетици на отвореном
Србија је до сада пет пута самостално учествовала на Светским првенствима на отвореном. Први пут је учествовала на једанаестом Светском првенству 2007. у Осаки.
Светска првенства на отвореном одржавају се сваке две године од првог одржаног 1983.
Атлетичари Србије су учествовали на већини тих такмичења, као део неколико југословенских репрезентација од првог Светског првенства на отвореном одржаном у Хелсинкију, до десетог 2005. такође у Хелсинкију:
- СФР Југославија (1983—1991)
- СР Југославија (1995—2001)
- Србија и Црна Гора (2003—2005)

Своју прву медаљу Србија је освојила четвртом учешћу на Светском првенству на отвореном 2013. у Москви када је Ивана Шпановић у скоку удаљ освојила бронзану медаљу.
После Светског првенства 2017. Србија је по броју освојених медаља 92. са три бронзане медаље, од 102 земаље које су освајале медаље на светским првенствима на отвореном.
| Место | СП на отвореном |   |   |   |   |
| 92.   | Србија          | 0 | 0 | 3 | 3 |

## Освајачи медаља на СП
| Бр. | Мед. | Име(на)        | СП           | Дисциплина    | Ж | М |
| 1.  |      | Ивана Шпановић | 2013. Москва | скок удаљ     | Ж | - |
| 2.  |      | Емир Бекрић    | 2013. Москва | 400 м препоне | - | М |
| 3.  |      | Ивана Шпановић | 2015. Пекинг | скок удаљ     | Ж | - |

## Учешће и освојене медаље Србије на светским првенствима на отвореном
| Учешће и освојене медаље Србије на СП | Учешће и освојене медаље Србије на СП                     | Учешће и освојене медаље Србије на СП                     | Учешће и освојене медаље Србије на СП                     | Учешће и освојене медаље Србије на СП                     | Учешће и освојене медаље Србије на СП                     | Учешће и освојене медаље Србије на СП                     | Учешће и освојене медаље Србије на СП                     | Учешће и освојене медаље Србије на СП                     | Учешће и освојене медаље Србије на СП                     | Учешће и освојене медаље Србије на СП                     | Учешће и освојене медаље Србије на СП                     |
| СП                                    | Учесника                                                  | Муш.                                                      | Жене                                                      | дисц.                                                     |                                                           |                                                           |                                                           |                                                           | Пласман поБМ                                              | Пласман поТУ                                              | Детаљи                                                    |
| ------------------------------------- | --------------------------------------------------------- | --------------------------------------------------------- | --------------------------------------------------------- | --------------------------------------------------------- | --------------------------------------------------------- | --------------------------------------------------------- | --------------------------------------------------------- | --------------------------------------------------------- | --------------------------------------------------------- | --------------------------------------------------------- | --------------------------------------------------------- |
| 1983 — 2005.                          | Учествовала као део неке од југословенских репрезентација | Учествовала као део неке од југословенских репрезентација | Учествовала као део неке од југословенских репрезентација | Учествовала као део неке од југословенских репрезентација | Учествовала као део неке од југословенских репрезентација | Учествовала као део неке од југословенских репрезентација | Учествовала као део неке од југословенских репрезентација | Учествовала као део неке од југословенских репрезентација | Учествовала као део неке од југословенских репрезентација | Учествовала као део неке од југословенских репрезентација | Учествовала као део неке од југословенских репрезентација |
| 2007. Осака                           | 7                                                         | 5                                                         | 2                                                         | 6                                                         | 0                                                         | 0                                                         | 0                                                         | 0                                                         | -                                                         | -                                                         | [ 1 ]                                                     |
| 2009. Берлин                          | 9                                                         | 5                                                         | 4                                                         | 9                                                         | 0                                                         | 0                                                         | 0                                                         | 0                                                         | -                                                         | 49.                                                       | [ 2 ]                                                     |
| 2011. Тегу                            | 9                                                         | 5                                                         | 4                                                         | 8                                                         | 0                                                         | 0                                                         | 0                                                         | 0                                                         | -                                                         | 51.                                                       | [ 3 ]                                                     |
| 2013. Москва                          | 8                                                         | 4                                                         | 4                                                         | 8                                                         | 0                                                         | 0                                                         | 2                                                         | 2                                                         | 31.                                                       | 25.                                                       | [ 4 ]                                                     |
| 2015. Пекинг                          | 5                                                         | 2                                                         | 3                                                         | 6                                                         | 0                                                         | 0                                                         | 1                                                         | 1                                                         | 32.                                                       | 41.                                                       | [ 5 ]                                                     |
| 2017. Лондон                          | 8                                                         | 3                                                         | 5                                                         | 8                                                         | 0                                                         | 0                                                         | 0                                                         | 0                                                         | -                                                         | 49.                                                       | [ 6 ]                                                     |
| 2019. Доха                            | 3                                                         | 2                                                         | 1                                                         | 2                                                         | 0                                                         | 0                                                         | 0                                                         | 0                                                         | -                                                         | −                                                         | [ 7 ]                                                     |
| Укупно (7 / 17)                       | 49                                                        | 26                                                        | 23                                                        |                                                           | 0                                                         | 0                                                         | 3                                                         | 3                                                         |                                                           |                                                           |                                                           |

## Преглед учешћа спортиста Србије и освојених медаља по дисциплинама на СП на отвореном
Стање после СП 2019.
| Дисциплина    | Период | Период   | Укупно | Мушки | Жене |   |   |   |   |
| Дисциплина    | Прво   | Последње | Укупно | Мушки | Жене |   |   |   |   |
| ------------- | ------ | -------- | ------ | ----- | ---- | - | - | - | - |
| 400 м         | 2017   | 2017     | 1      | 0     | 1    | 0 | 0 | 0 | 0 |
| 1.500 м       | 2007   | 2017     | 3      | 1     | 2    | 0 | 0 | 0 | 0 |
| 10.000 м      | 2009   | 2011     | 1      | 0     | 1    | 0 | 0 | 0 | 0 |
| 20 км         | 2007   | 2009     | 1      | 1     | 0    | 0 | 0 | 0 | 0 |
| 50 км         | 2007   | 2011     | 1      | 1     | 0    | 0 | 0 | 0 | 0 |
| 110 м препоне | 2015   | 2017     | 1      | 1     | 0    | 0 | 0 | 0 | 0 |
| 400 м препоне | 2011   | 2013     | 1      | 1     | 0    | 0 | 0 | 1 | 1 |
| Маратон       | 2017   | 2017     | 1      | 0     | 1    | 0 | 0 | 0 | 0 |
| Скок увис     | 2007   | 2011     | 1      | 1     | 0    | 0 | 0 | 0 | 0 |
| Скок удаљ     | 2011   | 2017     | 2      | 1     | 1    | 0 | 0 | 2 | 2 |
| Троскок       | 2009   | 2011     | 1      | 0     | 1    | 0 | 0 | 0 | 0 |
| Бацање кугле  | 2010   | 2019     | 4      | 4     | 0    | 0 | 0 | 0 | 0 |
| Бацање диска  | 2007   | 2019     | 1      | 0     | 1    | 0 | 0 | 0 | 0 |
| Бацање копља  | 2011   | 2013     | 1      | 0     | 1    | 0 | 0 | 0 | 0 |
| Десетобој     | 2009   | 2017     | 1      | 1     | 0    | 0 | 0 | 0 | 0 |
| Укупно (13)   |        |          | 21     | 12    | 9    | 0 | 0 | 3 | 3 |

Разлика у горње две табеле за 26 учесника (13 мушкараца и 13 жена) настала је у овој табели јер је сваки спортиста без обзира колико је пута учествовао на првенствима и у колико разних дисциплина и спортова на истом првенству, рачунат само једном.

## Национални рекорди постигнути на светским првенствима
| Дисцилина       | Нови рекорд | Атлетича/ка    | Датум, Место         | Стари рекорд | Атлетича/ка    | Датум, Место         |
| --------------- | ----------- | -------------- | -------------------- | ------------ | -------------- | -------------------- |
| 1.500 м Ж       | 4:08,02     | Марина Мунћан  | 31.7.2007. Осака     | 4:08,12      | Снежана Пајкић | 1.9.1990, Сплит      |
| 400 м препоне М | 48,36       | Емир Бекрић    | 13.8.2013. Москва    | 48,76        | Емир Бекрић    | 13.7.2013. Тампере   |
| 400 м препоне М | 48,05       | Емир Бекрић    | 14.8.2013. Москва    | 48,36        | Емир Бекрић    | 13.8.2013. Москва    |
| скок удаљ Ж     | 6,82        | Ивана Шпановић | 11.8.2013. Москва    | 6,82         | Ивана Шпановић | 10.6.2010. Београд   |
| скок удаљ Ж     | 6,82        | Ивана Шпановић | 28.8.2015. Пекинг    | 7,01         | Ивана Шпановић | 27.8.2015. Пекинг    |
| троскок Ж       | 14,52       | Биљана Топић   | 17.8.2009. Берлин    | 14,49        | Биљана Топић   | 31.8.2008. Падова    |
| Десетобој М     | 8.256       | Михаил Дудаш   | 27/28.8.2011. Тегу   | 8.117        | Михаил Дудаш   | 14/15,7.2011.Острава |
| Десетобој М     | 8.275       | Михаил Дудаш   | 10/11.8.2013. Москва | 8.256        | Михаил Дудаш   | 27/28.8.2011. Тегу   |

## Занимљивости
- Најмлађи учесник — мушкарци: Емир Бекрић 2011. (20 год, 181 дан)
- Најмлађи учесник — жене: Татјана Јелача 2011. (19 год. 17 дана)
- Најстарији учесник - мушкарци: Драгутин Топић 2009. (39 год, 131 дан)
- Најстарији учесник - жене: Драгана Томашевић 2019. (37 год , 120 дана)
- Највише учешћа: 7 Драгана Томашевић (2007, 2009, 2011, 2013, 2015, 2017, 2019)
- Прва медаља: Ивана Шпановић (2011)
- Најмлађи освајач медаље — мушкарци: Емир Бекрић (2013)
- Најстарији освајач медаље — мушкарци: Емир Бекрић (2013)
- Најмлађи освајач медаље — жене:Ивана Шпановић (2013)
- Најстарији освајач медаље — жене:Ивана Шпановић (2015)
- Прва златна медаља: -
- Највише медаља: 2 Ивана Шпановић (2013, 2015)
- Најбољи пласман Србије по биланс медаља: 31. (2013)
- Најбољи пласман Србије по табела успешности): 25. (2013)